# Moçambique nos Jogos Olímpicos de Verão da Juventude de 2018
Moçambique participou dos Jogos Olímpicos de Verão da Juventude de 2018, realizados em Buenos Aires, na Argentina.

## Desempenho

### Atletismo
| Evento         | Atleta                | Qualificação 1 | Qualificação 1 | Qualificação 2 | Qualificação 2 | Total     | Total   |
| Evento         | Atleta                | Resultado      | Posição        | Resultado      | Posição        | Resultado | Posição |
| -------------- | --------------------- | -------------- | -------------- | -------------- | -------------- | --------- | ------- |
| 800m masculino | Jenito Acirio Guezane | 1:53.22        | 14             | 1:54.72        | 15             | 3:47.94   | 12      |

### Canoagem
| Evento                 | Atleta        | Tomada de tempo | Tomada de tempo | 1ª rodada          | Repescagem         | Oitavas                      | Quartas            | Semifinais         | Final              | Pos. final  |
| Evento                 | Atleta        | Resultado       | Pos.            | Oponente Resultado | Oponente Resultado | Oponente Resultado           | Oponente Resultado | Oponente Resultado | Oponente Resultado | Pos. final  |
| ---------------------- | ------------- | --------------- | --------------- | ------------------ | ------------------ | ---------------------------- | ------------------ | ------------------ | ------------------ | ----------- |
| Velocidade C1 feminino | Lifa Malapane | 3:52.31         | 15              | Não avançou        | 5:23.59 (Q)        | IRN Nirvana Asadbeki 3:53.99 | Não avançou        | Não avançou        | Não avançou        | Não avançou |

### Voleibol de praia
| Evento    | Atletas                | Preliminares | Preliminares | Preliminares | 2ª fase                                 | Oitavas                                  | Quartas     | Semifinais  | Final       | Pos. final  |
| Evento    | Atletas                | Grupo        | Confrontos | Pos.         | 2ª fase                                 | Oitavas                                  | Quartas     | Semifinais  | Final       | Pos. final  |
| --------- | ---------------------- | ------------ | --- | ------------ | --------------------------------------- | ---------------------------------------- | ----------- | ----------- | ----------- | ----------- |
| Masculino | MOZ Guvu–Monjane       | D            | MRI Esther–Namah V 2-0 (21–10, 21–6) ECU Leon–Jurado D 0-2 (17–21, 16–21) PUR Santiago–Rivera V 2-1 (15–21, 21–19, 15–11)  | 2            | GAM Colley–Koita V 2-0 (21–14, 21–19)   | NED de Groot–Immers D 0-2 (10–21, 11–21) | Não avançou | Não avançou | Não avançou | Não avançou |
| Feminino  | MOZ Sinaportar–Mucheza | C            | SLE Isatu–Iye V 2-0 (21–10, 21–7) PER Allcca–Mendoza D 1-2 (21–15, 10–21, 7–15) NOR Olimstad–Berntsen D 1-2 (14–21, 11–21) | 3            | PUR Navas–Gonzalez D 0-2 (15–21, 14–21) | Não avançou                              | Não avançou | Não avançou | Não avançou | Não avançou |

Legenda
| Recorde mundial      | Recorde mundial (World record)               |                       | Recorde africano                      | Recorde africano (African) |                                           | Q | Classificado por posição (Qualified) |
| Recorde olímpico     | Recorde olímpico (Olympic record)            | Recorde da América    | Recorde da América (Americas)         | q                          | Classificado por melhor tempo (Qualified) |   |                                      |
| Melhor marca do ano  | Melhor marca do ano (World leading)          | Recorde asiático      | Recorde asiático (Asian)              | DNS                        | Não largou (Did not start)                |   |                                      |
| Recorde nacional     | Recorde nacional (National record)           | Recorde europeu       | Recorde europeu (European)            | DNF                        | Não terminou (Did not finish)             |   |                                      |
| Recorde pessoal      | Recorde pessoal do atleta (Personal best)    | Recorde da Oceania    | Recorde da Oceania (Oceania)          | DSQ / DQ                   | Desclassificado (Disqualified)            |   |                                      |
| Recorde da temporada | Recorde da temporada do atleta (Season best) | Recorde sul-americano | Recorde sul-americano (South America) | NM                         | Sem marca (No mark)                       |   |                                      |